# Franz Schoppa
Franz Schoppa (* 25. Januar 1882 in Wyrow; † 27. Dezember 1956 in Grabenstätt) war ein Politiker der deutschen Minderheit in der Zweiten Polnischen Republik (KVP/DKV) und ehemaliger Abgeordneter des Schlesischen Parlaments.

## Ausbildung und Beruf
Franz Schoppa machte nach dem Schulabschluss eine Ausbildung in der Maschinenfabrik Eintrachthütte, Kreis Beuthen, und war anschließend dort bis 1933 technischer Angestellter. 1933 erfolgten Massenentlassungen des deutschen Personals in polnischen Unternehmen. Im Rahmen dieser Aktion wurde Franz Schoppa von der Eintrachthütte vorzeitig pensioniert.

## Politik
Franz Schoppa war Funktionär und Vorstandsmitglied zahlreicher deutscher Vereine in Oberschlesien. Auch war er kommunalpolitisch aktiv und gehörte viele Jahre dem Stadtrat und dem Kreisrat Schwientochlowitz an. Im September 1922 war Franz Schoppa Kandidat der DKV bei den Wahlen zum Schlesischen Sejm. Zwar verfehlte er das Mandat, konnte aber zum 21. November 1922 für Leopold Michatz nach dessen Mandatsverzicht in das Parlament nachrücken. Am 2. Mai 1925 wurde er in den Parteivorstand gewählt und 2. Sekretär der DKV. Er arbeitete auch als Redakteur beim Parteiorgan der DKV, dem „Oberschlesischen Kurier“ mit.
1922 wurde er Gründungsmitglied und zwischen 1933 und 1939 Geschäftsführer des Verbandes deutscher Katholiken in Polen (VdK). Er war ein Anhänger des Ende 1934 gestürzten VdK-Präsidenten Eduard Pant und verteidigte ihn gegen die Angriffe der Presse.

## Vertreibung
Im September 1939 nach dem Überfall auf Polen wurden die deutschen Arbeitnehmer wieder in ihre alten Arbeitsplätze eingegliedert. Franz Schoppa erhielt seine alte Stelle in der Eintrachthütte bis zum Einmarsch der Roten Armee in Schwientochlowitz am 24. Januar 1945. Ende Januar 1945 wurde er verhaftet und im Lager Markthalle festgehalten. Nach 14 Tagen wurde er dank der Fürsprache katholischer Geistlicher kurzfristig entlassen, jedoch nach 8 Tagen nochmals für 20 Tage in Einzelhaft im Gefängnis eingesperrt. Nach der Entlassung wurde er mit seiner Frau, aus der Wohnung vertrieben. Anfang Oktober 1945 gelang ihm dank der Unterstützung eines ehemaligen polnischen Sejmabgeordneten auszureisen. Die Flucht im Dezember 1945 führte nach Berlin und anschließend nach Grabenstätt im Kreis Traunstein, wo er den Rest seines Lebens verbrachte.